# José Luis Cordero (glumac)
José Luis Cordero (Ciudad de México, 13. veljače 1948.) meksički je redatelj, glumac i pjevač, poznat i kao Pocholo. Njegov je otac bio skladatelj Víctor Cordero Aurrecoechea. Sin Joséa Luisa, Luis Christian Cordero Oñate, umro je 2004.

## Filmografija

### Filmovi
- Un tigre en la cama (2009.)
- La fórmula de Rasputín (2001.)
- Vamos al baile (1996.)
- Me tengo que casar/Papá soltero (1995.) — Pocholo
- Mecánica mexicana (1995.)
- Los cargadores (1995.)
- A ritmo de salsa (1994.)
- La cantina (1994.)
- Le pegaron al gordo (1994.)
- Suerte en la vida (1994.)
- Encuentro sangriento (1994.)
- Soy hombre y qué (1993.)
- Yo no la maté (1993.)
- Mi novia ya no es Virginia (1993.)
- Cambiando el destino (1992.)
- ¿Cómo fui a enamorarme de ti? (1991.)
- El bizcocho del Panadero (1991.)
- Secreto sangriento (1991.) — Sergio
- Domingo trágico (1991.)
- La noche del fugitivo (1991.)
- La última fuga (1991.)
- No tan virgen (1991.)
- La verdadera historia de Barman y Droguin (1991.)
- Retén (1991.)
- Entre la fe y la muerte (1990.)
- El camaleón (1990.)
- El día de las locas (1990.)
- Ruleta mortal (1990.) — Luis
- Fugas del capitán fantasma (1989.)
- La mafia tiembla II (1989.)

- No le saques, pos no le metas (1989.)
- Al filo de la muerte (1989.)
- Te gustan, te las traspaso (1989.)
- Chiquita... No te la acabas (1989.)
- El Francotirador fenómeno (1989.)
- Destrampados in Los Angeles (1987.)
- Cursilerías (1986.)
- Quiéreme con música (1957.)

### Telenovele
- Dos hogares — Mario
- Al diablo con los guapos — Horacio
- Ružna ljepotica — Paco Muñoz
- Protiv vjetra i oluje — Pocholo
- Velo de novia — Gumaro
- ¡Vivan los niños! — Patotas
- Za tvoju ljubav
- La indomable (1987.)